# Ateleute elongata
Ateleute elongata là một loài tò vò trong họ Ichneumonidae.